# Маркгравиевые
Маркгравиевые (лат. Marcgraviaceae) — семейство двудольных растений, входящее в порядок Верескоцветные (Ericales). Типовой род назван в честь немецкого естествоиспытателя Георга Маркграфа (1610—1644).

## Ботаническое описание
Маркгравиевые — кустарники, одревесневшие эпифиты и лианы. Листья очередные, с перистым жилкованием. Пятичленные цветки имеют видоизмененные, мясистые, мешковидные прицветники, которые вырабатывают нектар. Плод - коробочка.

## Ареал
Представители семейства являются неотропическими растениями.

## Таксономия
Семейство Маркгравиевые включает 8 родов:
- Marcgravia L. — Маркгравияtypus
- Marcgraviastrum (Wittm. ex Szyszył.) de Roon & S.Dressler
- Norantea Aubl. — Норантея
- Pseudosarcopera Gir.-Cañas
- Ruyschia Jacq. — Руишия
- Sarcopera Bedell ex de Roon & S.Dressler
- Schwartzia Vell.
- Souroubea Aubl. — Сурубея